# زبان سادری
زبان سادری شاخه‌ای از زبان پراکریت و خواهر زبان‌های میتهیلی، اوریه و بنگالی است. سادری در االت‌های جارکند، بیهار، اوریسا و بنگال غربی در هندوستان و در بخش‌هایی از بنگلادش گویشورانی دارد. در جارکند، سادری نقش یک زبان میانجی را دارد.